# クネット・ジャパン
株式会社クネット・ジャパンは、かつて長崎県佐世保市に本社を置いていた波形手すり「クネット」の開発・製造・販売をしていた株式会社である。
元々は、長崎県佐世保市内で開発された、独特の波形デザインの手すりを、元「ハウス・テンボス」のメンバーが結集してベンチャー事業として再生。日本、米国、欧州などの特許を取得し、製造販売を行ってきた。デザインのユニークさはもとより、人にやさしい人間工学設計が評価され、商業化からわずか3年で全国の駅、学校、病院、公園、寺社、個人住宅など4万軒近い施工実績を達成。2001年グッドデザイン賞受賞。2006年国土交通省のバリアフリー新法適合商品認定。